# 黃洋達
黃洋達（英語：Wong Yeung Tat；1979年5月29日—），廣東海豐縣公平鎮人，「熱血時報」網台總監、節目主持、小說作家、香港社運人士，曾擔任電影及電視編劇，2012年成立組織熱血公民，主張狙擊泛民主派。同年代表人民力量出選立法會，但敗選後翌日在Facebook指出從來不是人民力量的支持者。他曾主持《笑死朕》、《皇上有話兒》等網台節目，以及出版小說漫畫報紙和搞劇場棟篤笑，在2016年香港立法會選舉參選九龍東議席時，填寫職業為「傳媒大亨」。2021年開始為其私人業務奔波穿梭日本及香港兩地。

## 生平
黃洋達1979年出生於香港，祖籍廣東海豐縣公平鎮，有柬埔寨血統，是鶴佬人。父輩一代來港，後來由新界搬到九龍彩虹邨長大。中學就讀可立中學，中四時父親去世，之後於姑母家中長大。黃父曾在中國大陸因文革坐牢10年，讓黃洋達印象深刻。其後考入香港浸會大學傳理學院電視電影專業（現「香港浸會大學電影學院」），曾為浸大辯論隊成員。

## 經歷

### 文化參與
黃洋達於1999至2000年在陳果的《細路祥》和《榴槤飄飄》負責收音，2001年加入電視廣播有限公司（TVB）擔任編劇，前後參與至少8套電視劇，惟工作並不如意，認為創作氣氛因無新人加入及晉升機會低而變得非常差，2010年向邵氏兄弟請辭。除電視劇外，他同時編寫多個電影劇本。2004年開始小說創作，2010年起在《明報》等報章連載小說及撰寫專欄，並出版多本小說結集，包括《金錢師》及《金融刺客》系列。2012年與幾位夥伴合資創立新媒體《熱血時報》，發行免費刊物及提供網絡電台廣播，現擔任網路電台主持。

### 政治參與
2011年七一大遊行，黃洋達在灣仔修頓球場外呼籲市民參與人民力量的靜坐活動，其後移師中環進行堵路行動。當晚有130多名示威人士被捕。
2012年3月20日，就香港立法會遞補機制爭議，黃洋達被牽連於2011年9月1日輪候者闖入立法會替補機制論壇一案，而遭檢控，判處入獄三星期。黃洋達雖然以論壇參與者的身份一直身處會場之內，沒有衝入會場，只在輪候者闖入後上台發言；但裁判官比照搶劫案中把風者罪同直接參與行劫者之例，視黃洋達與衝門者無異，而一同判刑。同年5月26日，在數百名支持者迎接下出獄，及後至2014年6月9日高等法院撤銷黃洋達「擾亂公眾秩序」罪名，黃洋達放棄追究三星期入獄刑期之刑責。。
2012年6月10日，黃洋達組織義工團隊「熱血公民」，號召市民參予悼念李旺陽的「聲討屠夫政權，追究李旺陽離奇『自殺』真相」遊行時，因其義工團隊不理大會呼籲（當時大會呼籲穿著黑衫）而穿著鮮黃色汗衫，被社運人士指責為「抽水」、為自己參加立法會選舉拉票，被改圖惡搞。後來黃洋達發出聲明致歉，事件才告一段落。
2012年8月14日，建制派人仕謝偉俊在報導中指出，黃洋達在《立法會替補機制》論壇一案中，曾致電請求對方提供法律協助。謝偉俊基於利益衝突，把黃洋達的求助交由律師樓一名事務律師接手，並提供義務協助，預料為他節省了10多萬元的法律費用。其後，謝偉俊指他「至今連『多謝』也不說一句，更常常在網台攻擊我，好反骨。」當晚，黃洋達發聲明澄清，從未主動要求謝偉俊提供免費服務，而是謝偉俊之妻白韻琹主動提出，而謝偉俊律師樓僅提供事務律師「轉聘」大律師的服務，而大律師並非謝偉俊律師樓推薦，而是黃洋達的舊識。當中事務律師的行政／影印費用，與及大律師的費用，均已支付。黃洋達並批評謝偉俊未得案件當事人同意，就不盡不實的向外披露雙方合作詳情，有違專業操守，已向律師會投訴。
2012年9月，黃洋達雖於立法會選舉時，於政治聯繫一欄填寫「人民力量」，卻於參選立法會選舉落敗翌日，於Facebook表明「我從來只係黃毓民教徒，我根本就唔支持人民力量」，引起嘩然；同屬人民力量的袁彌明及歐陽英傑高調反擊。此舉亦令部份人民力量支持者質疑黃洋達以「人民力量」參選的動機是否利用人民力量的網絡增加立法會當選機會。不久，黃洋達為其言論作出澄清。
2014年6月6日晚上，黃洋達與支持者進入香港立法會大堂，聲援新界東北居民抗議新界東北發展計劃的前期撥款申請之示威，與立法會職員及警方在立法會門口碰撞，6月12日早上黃洋達被警方以「涉嫌阻礙立法會職員執行職務」為由拘捕至中區警署提案，期後因案件仍在搜證階段，警方考慮是否提出起訴為由獲准保釋，至6月19日警方落案以「非法集結」及「強行進入罪」控告黃洋達，2015年1月15日東區裁判法院裁定黃洋達參與「非法集結」罪成，罰款五千元，另一項「強行闖入罪」罪名則不成立。 
2014年12月11日雨傘革命第七十五天，金鐘佔領區被警方封鎖清場前，黃洋達於下午一時在住所樓下被警方拘捕，被控罪名為涉嫌參與58宗「非法集結」，以及1宗組織及策劃「非法集結」罪，黃洋達已被獲准保釋，之後警方沒有再有進展對其檢控。
2015年3月22日，建制派組織忠義民團成員石房有向黃洋達下戰書，要求與對方進行一場慈善拳賽，收益用作支援受佔領中環影響的人士之用，黃洋達接受其挑戰。惟對方後來突然拒絕挑戰，結果黃洋達自行於6月7日在國際展貿中心舉辦拳賽。
2016年2月29日，香港復興會、熱血公民及普羅政治學苑召開記者招待會，宣佈將短期內推薦人選參與今年9月舉行的立法會地區直選。三個組織將於五區參選，以「五區公投，全民制憲」為共同綱領。 黃毓民、陳雲、黃洋達、鄭松泰及鄭錦滿向傳媒公佈參選計劃，並以「爭取民意授權，推動全民制憲」為目標。但在選舉失利後因不和聯盟在翌年解散。

## 選舉

### 2012年立法會選舉
2012年5月1日，黃於「黃毓民議員、黃洋達黃大仙聯合辦事處」開幕禮上宣佈積極考慮參選2012年香港立法會選舉九龍東地區直選，鑒於有刑期在身者無參選資格而主動向香港高等法院申請放棄保釋。法官處理時大表奇怪，指過往未見過有人放棄保釋，但尊重黃決定，批准他即時入獄。黃洋達先行服刑但繼續上訴，表示這是政治檢控。此舉在香港史無前例。
7月22日，黃洋達及其妻陳秀慧在熱血公民大會上，正式宣佈參選。他主張「為無權者充權，為無聲者發聲。」認為人人都可以是皇上，人人都可以親自掌握自己的命運，權力是歸於人民，但在現今社會人民是沒有權力為自己改善生活，所以才要授權予一個代表，為人民爭取權益。最終獲得36,608票，以不足2,000票之差敗給謝偉俊。

### 2016年立法會選舉
熱血公民聯同普羅政治學苑及香港復興會派代表參與2016年香港立法會選舉全港五區地區直選，黃洋達以一人名單出戰九龍東選區，在2016年8月1日獲得參選資格，主張「五區公投，全民制憲」。最後黃洋達落敗，同日宣佈辭去領導職位並交棒給鄭松泰。其後退出熱血公民，主力營運《熱血時報》。

## 評語
為回應黃洋達網台搞笑節目《笑死朕》第57集「BL之謎」，健吾曾在報章上暗批黃洋達不理解腐女喜歡BL文化的心情：「最近，有些聲稱比泛民更左更有心的政客於網台節目訕笑BL文化，說他不明白為什麼腐女們會閱讀『D咁既漫畫』。我的學生在上課時，會被要求略讀一些日本流行文化論文。早於2000年澳洲學者Mark McLelland已在香港大學撰寫日本同性戀題材漫畫（BL）對現代日本的社會性意義，反映日本女性讀者閱讀BL漫畫是一種欲望投射及反撲的體現，沒什麼好笑。」
曾經被鄭經翰指摘主持數碼大晒台節目《八十後今晚起義》時沒有表現其堅定立場、因而被鄭評為「八十後的建制派」的林輝，在接受《壹週刊》訪問時，對黃洋達在香港人網節目《早朝天下》內痛斥他和陳景輝水準低時，回應：「如果黃洋達要鬧，就要鬧晒兩邊：你應該鬧埋大班PK，做乜干預夥計？同時又鬧我同陳景輝冇鬼用，渣！咁你就贏晒。但黃洋達話未管過咁大個機構，唔識點評論大班喎，咁你以後唔好評梁振英啦，特首管政府咁多人。而且佢過兩日話自己唔做人網，跟住又俾人見到同大班食飯。你咁自私，用公共平台鬧人，就為咗搵工。」 實情是，黃洋達只曾於5月28日、5月30日及7月17日，擔任鄭經翰數碼電台之節目《風波裏的茶杯 還聲於民》及《十級自由Phone》的嘉賓主持，至今並未加入或參予該台之任何工作。
根據《蘋果日報》報道，有泛民中人指出，以人民力量中普羅政治學苑的熱血公民旗號，積極考慮參選的黃洋達一旦出選九龍東票源將與社民連前主席陶君行重叠，或會令陶君行被分薄票源，落得兩敗俱傷，變相令中聯辦力挺的謝偉俊漁人得利，取得九東最後一席。有民主黨中人亦指，九龍東一向都是老區，改投黃洋達機會不大。不過在黃洋達黃毓民黃大仙聯合辦事處開幕儀式上，黃洋達稱不認同人民力量出選是分薄泛民票源，「或者係更多民主派形式出來，吸引更多泛民選民呢？」黃洋達指出，有信心其較激進的社會運動，可爭取10％至15%選民支持。黃毓民和黃洋達均為「鶴佬人」，同場合，香港陸豐同鄉會理事長蔡忠初稱「整個九龍東約有8萬『鶴佬人』，會積極為黃洋達拉票。」結果黃洋達得票36,608，陶君行得票27,253。

## 軼事
黃洋達的妻子為陳秀慧，是一名佛教徒，在2012立法會選舉與他同為九龍東參選人。
黃洋達的綽號“皇上”是由《笑死朕》的聽眾所起。黃洋達解釋，他當初沒想過會有「皇上」這個稱號。2010年《明報》的編輯找他寫專欄時，希望營造搞笑風格，於是他便採用「笑死朕」這個欄名。他補充，「笑死朕」是網上論壇的常用語，令讀者一看就知道內容搞笑。後來，他主持的兩個網上電台節目，分別以「笑死朕」和「皇上有話兒」為名，於是網友就稱呼他為「皇上」。「起初也有嘗試解釋『笑死朕』的意思，但後來愈來愈多人以『皇上』稱呼我，難以一一否認，只好順其自然，就當作是『花名』吧！」。但是自有這個綽號後，經常被誤會和曲解為支持極權統治，在2012年3月27日香港電台的節目《放馬過來》中，張國鈞就借題發揮說皇上這個網名是代表極權和封建，和民主社會格格不入，黃氏就以其“北極企鵝”的綽號反諷之。
2012年3月，特首候選人梁振英用Facebook專頁中，邀請香港市民參與其舉辦的「共訴香港情，CY茶聚」，能參與茶聚的條件為在其設立的Facebook專頁中，留言得到最多Like（讚）的11位用戶才可參與，結果黃洋達以最多票（6,000多票）取得資格，其留言是「我是黃洋達，我想訪問你」。值得一提的是其妻陳秀慧、香港人網節目《早朝天下》的主持人伍諾韻、林匡正、蘇浩以及人網節目《通識園》主持于飛，都取得資格參與茶聚。
黃洋達曾經兩次向外界宣稱自己是一名記者，第一次在2014年11月20日，記者訪問黃洋達，提問內容是若執達吏來到雨傘革命旺角佔領區清場時，黃洋達會否仍逗留在佔領區直至被捕，當時黃洋達表示會戴上記者證，以記者身份進行採訪就不會被捕，事後黃洋達回應指此說法明顯純屬開玩笑。 第二次在2019年8月4日，由於全港多區同時發生衝突，黃洋達經營的熱血時報記者不足，身為老闆的黃洋達亦要親身戴上記者證走到旺角警署進行採訪，採訪期間有警員質疑黃洋達的記者身份，警員所持的理由指黃洋達是知名的香港社運人士而非記者，經溝通後黃洋達可以繼續採訪。
2022年5月18日警方國安處人員到達黃洋達寓所及其公司，要求黃洋達刪除分別刊登於《熱血時報》網站及社交媒體上一堆有關國家安全的敏感內容，黃洋達依照警方的要求作出處理，警方之後平靜離去。事後黃洋達在社交媒體表示﹕「今日身處香港，繼續做媒體工作，風險一天比一天高。
但我仍然在香港，我仍然每日開咪，連我都覺得自己有點奇怪。但我們會繼續努力！ 」

## 爭議

### 《金錢師》涉嫌抄襲維基百科
2018年6月2日晚至6月3日凌晨，仇思達於其直播節目《夜間熱線》中指出，黃洋達2011年著作《金錢師（卷三）第四戰爭》，部份內容涉嫌抄襲中文維基百科「網絡警察」條目的2010年編輯版本。

## 成就
- 1997年香港青年文學獎小說組季軍
- 1997年香港青年文學獎新詩組季軍
- 2007年尖端出版第一屆浮文字新人獎（《怪力十七》）

## 節目主持
- 《ActNow》OurRadio（2010年6月28日 - 2010年8月31日）
- 《笑死朕》熱血時報（2010年9月21日 - 現在）[38]
- 《皇上有話兒》香港人網（2011年5月5日 - 2011年12月1日）[39]
- 《戀愛小天后》（2011年5月13日 - 2011年11月18日）[40]
- 《早朝天下》香港人網（2011年12月5日 - 2012年4月30日）[41]
- 《實戰攻擋》熱血時報（2012年10月12日 - 2018年8月4日）[42]
- 《傾偈會》MyRadio（2012年12月18日 - 2014年3月4日）共52集[43]
- 《熱血政治》熱血時報（2013年12月16日 - 2016年9月4日）
- 《古惑仔俱樂部》熱血時報（2015年4月26日 - 2020年2月27日）
- 《國立大台》熱血時報（2016年5月9日 - 現在）
- 《古惑仔總部》熱血時報（2018年8月6日 - 2020年2月24日）
- 《天佑義民》熱血時報（2020年3月2日 - 2025年4月7日）
- 《好人經濟》熱血時報（2020年3月16日 - 2024年1月25日）
- 《勝利人生》熱血時報（2020年6月27日 - 2020年10月10日）
- 《大香港早晨》熱血時報（2014年3月17日 - 現在）
- 《棟篤笑死朕Sit Down Comedy》熱血時報（2018年8月7日 - 現在）
- 《熱血皇家創作團》熱血時報（2019年2月27日 - 現在）
- 《體育救港》熱血時報（2021年11月11日 - 現在）
- 《熱血廣告公司》熱血時報（2022年02月19日 - 現在）
- 《古惑人生》熱血時報（2022年6月11日 - 現在）

## 演出
- 2012：《棟篤．笑死朕 - 新九龍皇帝》The New King of Kowloon（2012年6月23日‑24日、2012年7月4日 - 九龍灣國際展貿中心三樓演講廳）
- 2013： 黃毓民x黃洋達《雙黃棟篤串·勿通匪類》（2013年2月9日 - 灣仔伊利沙伯體育館表演場）
- 2013：《棟篤．笑死朕 - 花生將》Private Peanut（2013年11月7-9日 - 九龍灣國際展貿中心三樓演講廳）
- 2015：《力保健搏擊之夜：熱血格鬥》（2015年6月7日 - 九龍灣國際展貿中心Star Hall）
- 2016： 黃毓民x黃洋達《雙黃棟篤串》（2016年6月19日 - ClubOne九龍半山Hall A及Hall B）
- 2018：《黃洋達棟篤·笑死朕2018：KongPig超》（2018年5月25日及6月3日 - 九龍灣國際展貿中心Music Zone）
- 2018：《熱血時報 6 週年台慶·金錢師說書劇場》（2018年11月11日 - 九龍灣國際展貿中心Music Zone）
- 2019：《說唱劇場：香港愛情》（2019年9月29日及10月1日 - 九龍灣國際展貿中心Music Zone）
- 2020：《熱血時報 8 週年台慶劇·紅樓夢想》（2020年10月15-17日 - 九龍灣國際展貿中心Music Zone）
- 2021：《熱血時報 9 週年台慶音樂劇·戀愛不是請客吃飯》（2021年11月3日 - 九龍灣國際展貿中心Music Zone）
- 2021：舞台劇《香港愛情：假裝瘟疫蔓延中》（2021年12月4-5日 - 九龍灣國際展貿中心Music Zone）

## 創作

### 小說作品
- . 灣岸製作有限公司. 2004. ISBN 9789889741181.
- . 灣岸製作有限公司. 2004. ISBN 9889799634.
- . 天行者出版有限公司. 2010. ISBN 9789881862419.
- . 天行者出版有限公司. 2010. ISBN 9789881862464.
- . 天行者出版有限公司. 2010. ISBN 9789881862426.
- . 天行者出版有限公司. 2011. ISBN 9789881979223.
- . 天行者出版有限公司. 2011. ISBN 9789881979254.
- . 天行者出版有限公司. 2011. ISBN 9789881553324.
- . 金錢師（卷四）贈品，黃洋達第一本寫作但沒有出版的小說. 2011.
- . 天行者出版有限公司. 2012. ISBN 9789881662132.
- . 由2012年10月12日起，以不定期方式在《路訊網博客巡行》中連載.
- . 熱血時報. 2013. ISBN 9789881250308.
- . 熱血時報. 2014. ISBN 9789881250353.
- . 熱血時報. 2015. ISBN 9789881449825.
- . 熱血時報. 2017. ISBN 9789881449870.
- . 熱血時報. 2017. ISBN 9789887805519.
- . 熱血時報. 2018. ISBN 9789887805571.
- . 熱血時報. 2018. ISBN 9789887805601.
- . 熱血時報. 2018. ISBN 9789887805625.
- . 熱血時報. 2019. ISBN 9789887805656.
- . 熱血時報. 2019. ISBN 9789887983705.
- . 熱血時報. 2019. ISBN 9789887805694.
- . 熱血時報. 2020. ISBN 9789887983750.
- . 熱血時報. 2020. ISBN 9789887983798.
- . 熱血時報. 2020. ISBN 9789887983835.
- . 熱血時報 (網上電子讀本). 2020.
- . 熱血時報. 2020. ISBN 9789887535188.
- . 熱血時報 (網上電子讀本). 2021.
- . 熱血時報. 2024.

### 電視劇作品
- 《衝上雲霄》（2002年製作，聯合編劇）
- 《美麗在望》（2003年製作，聯合編劇）
- 《太極》（2006年製作，聯合編劇）
- 《歲月風雲》（2006-2007年製作，聯合編劇）
- 《鐵咀銀牙》（2007年製作，聯合編劇）
- 《摘星之旅》（2009年製作，聯合編劇）
- 《魚躍在花見》（2009-2010年製作，聯合編劇）
- 《情人眼裏高一D》（2009-2010年製作，與潘漫紅聯合編劇+編審）
- 《無限斜棟有限公司》（2021年製作，以熱血皇家創作團名義與許賢及蘇致豪聯合編劇）

### 電影作品
- 《少年刀手》（2003年，與伍健雄、鄭偉文、韓耀庭聯合編劇）
- 《噩夢》（2004年，編劇）
- 《七劍》（2005年，創作組）
- 《Laughing Gor之變節》（2009年，與葉天成、潘漫紅聯合編劇）
- 《72家租客》（2010年，與葉念琛聯合編劇）
- 《我愛HK開心萬歲》（2011年，與麥曦茵聯合編劇）
- 《勁抽福祿壽》（2011年，編劇）
- 《2012我愛HK喜上加囍》（2012年，創作組）

### 網劇作品
- 《獨腳刀》（2022年，編劇、導演及演員）
- 《外面有喪屍》（2022年，編劇、導演及演員）
- 《大坑西遊記》（2024年，編劇、導演及演員）
- 《不眠書店》（2024年，編劇、導演及演員）
- 《毒撚媒體》（2025年，編劇、導演及演員）
- 《女僕Cafe狂戰記》（2025年，編劇及導演）

### 漫畫雜誌
- 《熱血少年》 Passion Teens 共9期（2013年7月19日至2013年11月8日，總監、策劃及編劇）
- 《熱血少年週刊》（2014年8月1日至2015年4月24日，總監、策劃及編劇）
- 《熱血少年月刊》（2015年8月至2016年1月，總監、策劃及編劇）

### 書籍
- . 熱血時報. 2014. ISBN 9789881250339.
- . 熱血時報. 2015. ISBN 9789881449832.
- . 熱血時報. 2016. ISBN 9789881449900.
- . 熱血時報. 2016. ISBN 9789881449924.
- . 熱血時報. 2017. ISBN 9789881449986.
- . 熱血時報. 2019. ISBN 9789887805663.
- . 熱血時報 (網上電子讀本). 2022.
- . 熱血時報 (網上電子讀本). 2022.
- . 熱血時報. 2023. ISBN 9789887535201.

## 外部連結
- 黃洋達在香港影庫上的簡介
- 黃洋達的Facebook專頁
- 香港人網 早朝天下 主持人：黃洋達、蘇浩、林匡正 （页面存档备份，存于）
- 文匯報2011年2月17日副刊人物 （页面存档备份，存于）
- 黃洋達＠NOW觀星台雙梁計（足本） NOW觀星台 2012/6/6